# Bathyraja caeluronigricans
Bathyraja caeluronigricans — вид хрящевых рыб рода глубоководных скатов семейства Arhynchobatidae отряда скатообразных. Обитают в умеренных водах северной части Тихого океана. Встречаются на глубине до 400 м. Их крупные, уплощённые грудные плавники образуют округлый диск со треугольным рылом. Откладывают яйца. Максимальная ширина диска 74,4 см. Не являются объектом целевого промысла.

## Таксономия
Впервые вид был научно описан в 1977 году. Видовой эпитет происходит от слова лат. caeluronigrocans — «фиолетово-чёрный» и обусловлен окраской дорсальной поверхности диска. Голотип представляет собой взрослого самца с диском шириной 74,4 см, пойманного у побережья Хатинохе (41°00′ с. ш. 142°00′ в. д.), Япония, на глубине 200—400 м. Паратипы — неполовозрелые самки с диском шириной 37,7—60 см, неполовозрелые самцы с диском шириной 44,5—67,7 см, взрослые самки с диском шириной 67,4—72,2 см и взрослые самцы с диском шириной 69,6—72,8 см, пойманные там же.  В некоторых источниках виды Bathyraja caeluronigricans и  Bathyraja matsubarai указаны как синонимы.

## Ареал
Эти скаты обитают в северо-западной части Тихого океана у побережья Японии и России (Курильские острова). Их присутствие в Беринговом море, у Алеутских островов и в западной части залива Аляска не подтверждено. Встречаются на глубине 200—400 м. Согласно другим данным они держатся на внешнем крае континентального шельфа и в верхней части материкового склона на песчано-галечном, песчаном или илисто-галечном дне на глубине 120—2000 м, наиболее распространены в диапазоне глубин 550—1300 м. Температура в среде обитания колеблется в пределах 0—5,5 °C (среднее значение 2,82 °C), наиболее часто эти скаты попадаются при температуре 2,5—3,5 °C.

## Описание
Широкие и плоские грудные плавники Bathyraja caeluronigricans образуют ромбический диск с широким треугольным рылом и закруглёнными краями. Рыло короткое, мягкое и широкое. Позади глаз имеются брызгальца, которые превышают их по длине. Пространстве между ними плоское и обширное. На вентральной стороне диска расположены 5 жаберных щелей, ноздри и рот. Хвост длиннее диска. На хвосте имеются латеральные складки, расположенные на задней половине. 2 спинных плавника одинакового размера находятся на близком расстоянии друг от друга. Хвостовой плавник редуцирован. Дорсальная поверхность диска грубая, покрыта крупными шипами и колючками. Вдоль позвоночника от скапулярной арки до первого спинного плавника пролегает ряд шипов. Диск окрашен в тёмный пурпурно-коричневый цвет, вентральная поверхность светлая и гладкая. Области перед ртом, позади жаберных щелей, вокруг клоаки и сенсорные поры беловатые. Ростральные хрящи короткие и мягкие. У самцов имеются длинные цилиндрические птеригоподии с закруглённым концом. Общее количество позвонков 119—124.   Максимальная зарегистрированная длина 126 см, а ширина диска 74,4 см.     

## Биология
Эмбрионы питаются исключительно желтком. Эти скаты откладывают яйца, заключённые в роговую капсулу с твёрдыми «рожками», оканчивающимися волокнистым концом.  Поверхность капсул грубая, покрыта продольными рядами крошечных шипов.  Длина капсул составляет 8,5—11,3 см, а ширина 5,2—6,9 см.
Самцы и самки достигают половой зрелости при длине 82,1—108 см и 88,6—104,8 см, в возрасте 6—7 лет и 6—8 лет соответственно. Рацион крупных особей состоит в основном из рыб и головоногих, молодняк питается червями и небольшими крабами.    

## Взаимодействие с человеком
Эти скаты являются объектом целевого лова. В настоящее время отечественная рыбная промышленность практически не использует скатов, в Японии и в странах Юго-Восточной Азии они служат объектами специализированного промысла. В целом рыболовство не оказывает существенного влияния на численность популяции. Данных для оценки Международным союзом охраны природы охранного статуса  вида недостаточно.